# Norman Kolodziej

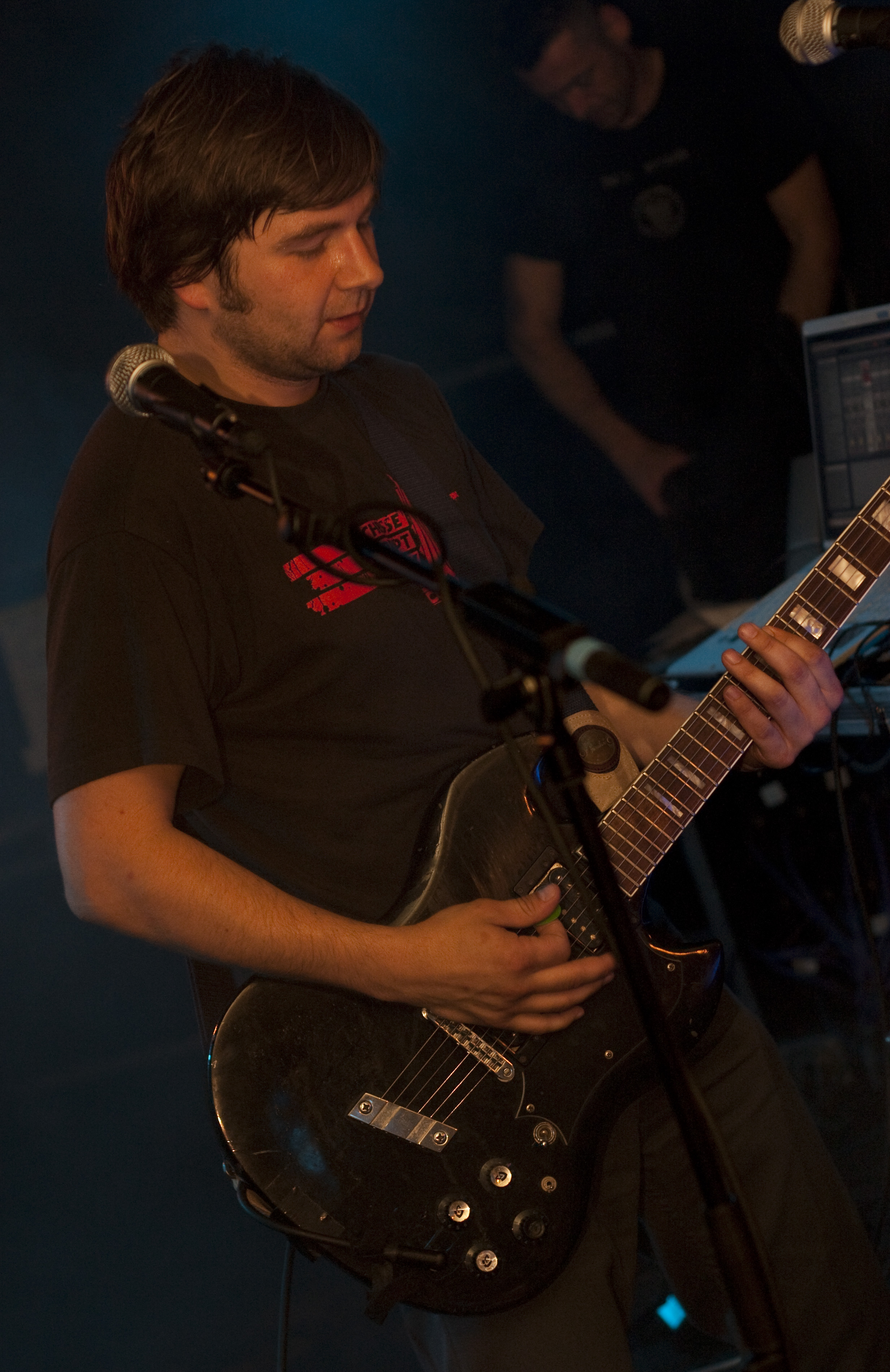
Norman Kolodziej (2009)

Norman Kolodziej (* Rendsburg) ist ein deutscher Elektro-Musiker, der unter dem Künstlernamen Der Tante Renate (kurz: DTR) bekannt wurde. Neben seinem Soloprojekt spielte er bis 2014 zusammen mit Kevin Hamann im Elektropunk-Projekt Bratze. Seit 2015 lebt Kolodziej in Leipzig und ist dort als Musikproduzent in seinem Tonstudio Château Brachial tätig.

## Biografie
In seiner Heimatstadt Rendsburg sammelte Norman Kolodziej erste musikalische Erfahrungen mit der Hardcore-Band Loxiran, in der er einer der Gitarristen war.
Von dort zog Kolodziej, ein gelernter Ingenieur für Medientechnik, zunächst nach Aachen, um ein Jahr später schließlich nach Hamburg zu ziehen. Dort kam es zu ersten Kontakten mit der ansässigen Electro/Indie-Szene und er nahm das Pseudonym „Der Tante Renate“ an. Im Jahr 2004 veröffentlichte „Der Tante Renate“ seine erste EP „Schecter“, die insgesamt sechs Songs enthält. Obwohl Kolodziej zusammen mit Dennis Becker und Jan Kaiser das Indie-Label Cobretti gegründet hatte, erschien die EP auf dem Label Audiolith Records. In der Folge trat „Der Tante Renate“ auf Festivals wie dem Fusion-, Juicy Beats- und dem Eurosonic-Festival auf.
Nach einigen weiteren Projekten publizierte „Der Tante Renate“ 2007 sein erstes Album Simplex, das in der Fachpresse überwiegend positiv aufgenommen wurde. Die Stücke bestehen zum größten Teil aus computergenerierten Beats ohne Vocals. Im selben Jahr gründet er zusammen mit Kevin Hamann (ClickClickDecker) das Musikprojekt Bratze. Gemeinsam veröffentlichen sie das Album Kraft, 2008 folgte die EP Waffe.
Im weiteren Verlauf konzentrierte sich Kolodziej wieder auf seine Solo-Karriere. Anfang 2009 erschien sein zweites Album Splitter. Es folgten Auftritte auf bekannten Festivals, wie Rocken am Brocken oder 12Zehn.
Im Herbst 2009 widmete sich Kolodziej wieder dem Projekt Bratze, im März 2010 erschien mit Korrektur nach Unten das zweite Album des Projekts. Nach dem letzten Album Highlight löste sich Bratze 2014 auf. Norman Kolodziej zog daraufhin nach Leipzig und arbeitet als Tontechniker und Produzent in seinem Tonstudio Château Brachial.

## Diskografie
Für die Veröffentlichungen Kolodziejs mit Bratze siehe Bratze#Diskografie, für die Veröffentlichungen mit Loxiran siehe Loxiran#Diskografie.

### Als „Der Tante Renate“

#### Alben
- 2003: Schecter (CD, Audiolith)
- 2007: Simplex (CD, Audiolith)
- 2009: Splitter (CD/LP, Audiolith)
- 2011: H4xX02 (CD/DL, Audiolith)

#### EPs
- 2003: Electrizid (CD, Cobretti)
- 2005: 666Deluxe (LP, Audiolith)
- 2018: Whoever Made This mit Steinborn (Digital, Château Brachial Records)

#### Kompilationen
- 2009: Slice Cut Split Share – The Remixes (CD, Audiolith)

#### Produktionen
- 2007: Bratze, Kraft (Produktion & Mix)
- 2009: Captain Capa, Tonight is the constant (Produktion, Mix, Master)
- 2009: Juri Gagarin, Cobra
- 2010: Bratze, Korrektur nach unten (Produktion & Mix)
- 2010: Saalschutz, Entweder Saalschutz
- 2011: Captain Capa, Saved my life (Produktion, Mix, Master)
- 2012: Bratze, Highlight (Produktion, Mix, Master)
- 2014: Schafe&Wölfe, Große Augen für schlechte Aussichten (Mix & Master)
- 2014: Abramowicz, Generation
- 2014: Abramowicz, Call the Judges (z. T. Produktion, Mix, Master)
- 2015: Don't Eat All The Humans, Please!, Zu Viel (Produktion, Mix, Master)
- 2017: Captain Capa, This is forever (Produktion, Mix)
- 2017: Schafe&Wölfe, Lebenswerk X (Mix)